# أسلام أباد (علي أباد ملك)
أسلام أباد (بالفارسية: اسلام‌آباد) هي قرية تقع في إيران في قسم علي أباد ملك الريفي. يقدر عدد سكانها بـ 208 نسمة .